# Coupe de Luxembourg 1937-1938
La Coppa di Lussemburgo 1937-1938 è stata la 17ª edizione della coppa nazionale lussemburghese disputata tra il 22 agosto 1937 e il 19 giugno 1938 e conclusa con la vittoria del Stade Dudelange, al suo primo titolo.

## Formula
Eliminazione diretta in gara unica.

### 1º Turno preliminare
•Il Gold a Ro't Wiltz passa direttamente il turno.
| Squadra 1                 | Risultato   | Squadra 2                  |
| ------------------------- | ----------- | -------------------------- |
| 22 agosto 1937            |             |                            |
| Alliance Dudelange        | 3 − 0       | Blue Boys Muhlenbach       |
| Avenir Beggen             | 9 − 2       | Marisca Mersch             |
| Egalité Weimerskirch      | 3 − 0       | Red Boys Aspelt            |
| FC Luxemburg/Limpertsberg | 2 − 3       | Pétange                    |
| Kopstal 33                | 2 − 5       | Young Boys Diekirch        |
| Rapid Neudorf             | 4 − 0       | Jeunesse Koerich/Goeblange |
| Steinfort                 | 0 − 2       | CS Hollerich               |
| Swift Hesperange          | 2 − 3       | Oberkorn                   |
| Tricolore Muhlenweg       | 4 − 3       | AS Luxembourg              |
| US Esch                   | 0 − 6       | Aris Bonnevoie             |
| US Niederwiltz            | 3 − 0       | Jeunesse Wasserbillig      |
| Red Black Pfaffenthal     | 2 − 2 (dts) | Sporting Bettembourg       |

| Squadra 1                     | Risultato | Squadra 2             |
| ----------------------------- | --------- | --------------------- |
| 19 settembre 1937 (Spareggio) |           |                       |
| Sporting Bettembourg          | 3 − 2     | Red Black Pfaffenthal |

### 2º Turno preliminare
| Squadra 1            | Risultato | Squadra 2                |
| -------------------- | --------- | ------------------------ |
| 31 ottobre 1937      |           |                          |
| Alliance Dudelange   | 0 − 2     | Gold a Ro't Wiltz        |
| Aris Bonnevoie       | 3 − 1     | Egalité Weimerskirch     |
| CS Hollerich         | 0 − 4     | Avenir Beggen            |
| Fola Esch            | 3 − 1     | Young Boys Diekirch      |
| Oberkorn             | 1 − 5     | The National Schifflange |
| Rapid Neudorf        | 1 − 3     | Sporting Bettembourg     |
| Red Boys Differdange | 2 − 0     | Pétange                  |
| US Niederwiltz       | 1 − 2     | Tricolore Muhlenweg      |

### Ottavi di finale
| Squadra 1            | Risultato | Squadra 2                |
| -------------------- | --------- | ------------------------ |
| 7 novembre 1937      |           |                          |
| Avenir Beggen        | 5 − 0     | Aris Bonnevoie           |
| Fola Esch            | 4 − 1     | Tricolore Muhlenweg      |
| Gold a Ro't Wiltz    | 0 − 2     | The National Schifflange |
| Progrès Niedercorn   | 3 − 2     | Spora Luxembourg         |
| Red Boys Differdange | 3 − 1     | Sporting Bettembourg     |
| Union Luxembourg     | 8 − 1     | Oberkorn                 |
| US Dudelange         | 2 − 1     | Differdange              |
| Stade Dudelange      | 1 − 2     | Jeunesse Esch            |

| Squadra 1                        | Risultato | Squadra 2       |
| -------------------------------- | --------- | --------------- |
| 27 marzo 1938(Partita rigiocata) |           |                 |
| Jeunesse Esch                    | 3 − 4     | Stade Dudelange |

### Quarti di finale
| Squadra 1            | Risultato | Squadra 2                |
| -------------------- | --------- | ------------------------ |
| 27 marzo 1938        |           |                          |
| Avenir Beggen        | 0 − 10    | US Dudelange             |
| Red Boys Differdange | 2 − 5     | The National Schifflange |
| Union Luxembourg     | 1 − 6     | Progrès Niedercorn       |

| Squadra 1       | Risultato | Squadra 2 |
| --------------- | --------- | --------- |
| 1° maggio 1938  |           |           |
| Stade Dudelange | 3 − 1     | Fola Esch |

| Squadra 1                        | Risultato | Squadra 2          |
| -------------------------------- | --------- | ------------------ |
| 8 maggio 1938(Partita rigiocata) |           |                    |
| Union Luxembourg                 | 3 − 1     | Progrès Niedercorn |

### Semifinali
| Squadra 1                | Risultato | Squadra 2    |
| ------------------------ | --------- | ------------ |
| 8 maggio 1938            |           |              |
| The National Schifflange | 5 − 2     | US Dudelange |

| Squadra 1       | Risultato | Squadra 2        |
| --------------- | --------- | ---------------- |
| 22 maggio 1938  |           |                  |
| Stade Dudelange | 4 − 2     | Union Luxembourg |

## Finale
| Arbitro: | Emile Eischen |

|           |           |  |
| 52’ Libar | Marcatori |  |